# 布萊斯·葛薩爾
布萊斯·葛薩爾（英語：Bryce Gheisar，2004年12月22日—）是美國演員，因分別在電影《為了與你相遇》飾演童年伊森和《奇蹟男孩》飾演朱利安·艾班斯而知名。目前，他正在電視劇《宇航員》中飾演艾略特·庫姆斯。

## 主要作品

### 電影
| 電影名         | 公映日期       | 飾演角色                  | 備註               |
| -------------- | -------------- | ------------------------- | ------------------ |
|                | 待定           | 朱利安（Julian）                | 該片正在後期製作中 |
|                | 2021年         | 詹姆斯·巴克（James Buck）           | 該片已製作完成     |
| 15:17 巴黎列車 | 2018年2月9日   | 阿萊克·斯卡拉托斯（童年） |                    |
|                | 2017年4月1日   | 湯瑪斯（Thomas）                |                    |
| 奇蹟男孩       | 2017年11月17日 | 朱利安·艾班斯（Julian Albans）         |                    |
| 為了與你相遇   | 2017年1月27日  | 伊桑·蒙哥馬利（童年）     |                    |

## 外部鏈接
- 布萊斯·葛薩爾的Instagram帳戶
- 布萊斯·葛薩爾在互联网电影资料库（IMDb）上的資料（英文）
- 布萊斯·葛薩爾在豆瓣上的资料（简体中文）